# Beckett-félsziget
A Beckett-félsziget az Amerikai Egyesült Államok északnyugati részén, Washington állam Jefferson megyéjében elhelyezkedő turzás és önkormányzat nélküli település.
A félsziget a Beckett Point Fisherman’s Club tulajdonában van. A területen felfedezhetőek az egykori ökoszisztéma maradványai.

## Fordítás
- Ez a szócikk részben vagy egészben  a   Beckett Point, Washington című angol Wikipédia-szócikk ezen változatának fordításán alapul.  Az eredeti cikk szerkesztőit annak laptörténete sorolja fel. Ez a jelzés csupán a megfogalmazás eredetét és a szerzői jogokat jelzi, nem szolgál a cikkben szereplő információk forrásmegjelöléseként.